# Gare de Noyon
Gare de Noyon vasútállomás Franciaországban, Noyon településen.

## Vasútvonalak
Az állomást az alábbi vasútvonalak érintik:
- Creil–Jeumont-vasútvonal

## Kapcsolódó állomások
A vasútállomáshoz az alábbi állomások vannak a legközelebb:
- Gare de Chauny
- Gare d’Appilly
- Gare d’Ourscamps
- Gare de Compiègne